# Mischocyttarus commixtus
Mischocyttarus commixtus är en getingart som beskrevs av Richards 1945. Mischocyttarus commixtus ingår i släktet Mischocyttarus och familjen getingar. Inga underarter finns listade i Catalogue of Life.